# Soumès
Der Soumès ist ein kleiner Fluss im Südwesten von Frankreich, der im Département Haute-Garonne der Region Okzitanien südwestlich der Stadt Toulouse verläuft.

## Geografie

### Verlauf
Der Soumès entspringt im Gemeindegebiet von Saint-Gaudens, entwässert generell in östlicher Richtung und mündet nach rund 17 Kilometern im Gemeindegebiet von Beauchalot als linker Nebenfluss in die Garonne. Der Soumès folgt im Oberlauf weitgehend der Autobahn A64.

### Orte am Fluss
(Reihenfolge in Fließrichtung)
- Dourmas, Gemeinde Saint-Gaudens
- Les Bordages, Gemeinde Landorthe
- Savarthès
- Borde Basse, Gemeinde Saint-Médard
- Millon, Gemeinde Labarthe-Inard
- Beauchalot